# Adrienn Hormayová
Adrienn Hormayová (* 7. října 1971 Pécs, Maďarsko) je bývalá maďarská sportovní šermířka, která se specializovala na šerm kordem. Maďarsko reprezentovala v devadesátých letech a v prvním desetiletí jednadvacátého století. Na olympijských hrách startovala v roce 1996 a 2004 v soutěži jednotlivkyň a družstev. V soutěži jednotlivkyň postoupila na olympijských hrách 1996 do čtvrtfinále. V roce 2008 získala titul mistryně Evropy v soutěži jednotlivkyň. S maďarským družstvem kordistek vybojovala tři tituly (1995, 1997, 2002) mistryň světa a dva tituly (2001, 2002) mistryň Evropy.